# Iskald
Iskald (norw. für eiskalt) ist eine Black-Metal-Band aus Bodø, Norwegen.

## Geschichte
Iskald wurde im Frühjahr 2005 von Simon Larsen (Gitarre, Gesang) und Aage Krekling (Schlagzeug) gegründet. Nach einer Demo-Aufnahme wurde noch im selben Jahr, im Dezember, die erste EP Northern Twilight aufgenommen, produziert und veröffentlicht. Da die Band die Aufnahme und Veröffentlichung selbst finanzierte, wurden nur 400 Exemplare des Demos gepresst.
Im September 2006 zogen sich die beiden Mitglieder in die Ballerina Audio-Studios zurück, um das erste Studioalbum Shades of Misery aufzunehmen, welches im März 2007 vom norwegischen Label Indie Recordings veröffentlicht wurde und durch ein hohes musikalisches Niveau beeindrucken konnte.
Aufgrund durchweg positiver Resonanzen bei Kritikern und Fans wurde ein Live-Lineup mit Gastmusikern aufgestellt. Namentlich waren dies Rene Zonneveld und Espen Solstad. Die Band spielte daraufhin einige Konzerte, wobei den Höhepunkt ein Auftritt auf dem Inferno Metal Festival Norway im März 2008 darstellte, bei dem Iskald mit Bands wie Satyricon, Behemoth und Gorgoroth auftraten.
Im Juli 2008 flog die Band nach Berlin, um dort das zweite Album mit dem Namen Relevations of a Reckoning Day im 210 Studio aufzunehmen, welches von Stamos Koiousis (Mencea) und Vangelis Labrakis (Stonegard) auch im selben Studio produziert und im September 2008 von Indie Recordings veröffentlicht wurde. Endes des Jahres wurde das Album vom Webzine streetswebzine.com zum Album des Jahres gekürt.
Am 22. November 2010 kündigte die Band die Veröffentlichung des dritten Studioalbums names The Sun I Carried Alone an, welches am 17. Januar 2011 erschien. Die Aufnahmen zum Album fanden, wie auch schon beim Vorgängeralbum, in den 210 Studios, mit Stamos Koiousis und Vangelis Labrakisin als Produzenten in Berlin statt. Die Albumpromotion fand im Rahmen der „Vintertour II“ als Vorband der norwegischen Band Vreid statt.

## Stil
Iskald spielen eine sehr melodische Form des Black Metals mit deutlichen Einflüssen des Thrash Metals, so dass sie musikalisch auch dem Extreme Metal zugeordnet werden kann. Verglichen wird die Musik von der Fachpresse mit Bands wie Naglfar und Dark Tranquillity. Die Musik nur als (klassischen) Black Metal zu bezeichnen lehnt die Band zudem ab. Anders, als für die meisten Bands des Genres üblich, verzichtet die Band bei Auftritten auch völlig auf die gängigen ästhetischen Elemente wie Stacheln und Nieten und Corpsepaints.
Die Kompositionen der Band werden seitens der Fachpresse öfters für ihre Durchdachtheit und Ausgefeiltheit gelobt. Insbesondere zeigt sich dies durch die vielen gelungenen Tempowechsel und die „üppigen Arrangements“. Die Musiker der Band weisen ein hohes spielerisches Können auf. Die Gitarrenfiguren beinhalten oftmals komplizierte und schwierige Riffs und Leads, und auch das Schlagzeug gestaltet sich meist komplex. Vor allem bei älteren Lieder verzichtete die Band auf konventionelle Songstrukturen aus Strophe und Refrain. Ein weiterer Unterschied der Kompositionen Iskalds fällt beim Vergleich mit „normalen“ Black-Metal-Bands auf. So finden sich vor allem auf dem dritten Album The Sun I Carried Alone zahlreiche Melodien in den Liedern, was für das Genre eher unüblich ist.
Die Texte der Lieder sind auf Englisch und Norwegisch verfasst und handeln thematisch über das jüngste Gericht und die nordische Mythologie.

## Live-Besetzung
Iskald werden bei Liveauftritten von den Gastmusikern Ben Hansen (Bass) und Espen Solstad (Gitarre) unterstützt. Verglichen mit Gastmusikern anderer Bands sind Hansen und Solstad relativ stark in die Band integriert. So äußerte sich Schlagzeuger Aage Krekling in einem Interview mit dem Webzine metal.de wie folgt:

„Zu Beginn wollten wir nur Live-Musiker engagieren, aber nun wirken sie auch beim Songwriting mit und werden höchstwahrscheinlich auch bei den nächsten Aufnahmen dabei sein. Simon und ich werden aber trotzdem ISKALDs Kern bleiben, da wir einfach am Besten  wissen, was ISKALD ausmacht.“

## Diskografie

### Studioalben
- 2007: Shades of Misery (Eigenproduktion)
- 2008: Relevations of Reckoning Day (Indie Recordings)
- 2011: The Sun I Carried Alone (Indie Recordings)
- 2014: Nedom og Nord (Indie Recordings)

### EPs
- 2005: Northern Twighlight (Eigenproduktion)

### Demos
- 2005: Demo (Eigenproduktion)